# Zivilcourage (Film)
Zivilcourage ist ein deutscher Fernsehfilm von Dror Zahavi. Die Hauptrolle spielt Götz George. Die Erstausstrahlung im Ersten war am 27. Januar 2010.

## Handlung
Peter Jordan ist Besitzer eines kleinen Buchantiquariats in Berlin-Neukölln. Die Hausmannstraße, in der Jordan wohnt und arbeitet, ist ein sozialer Brennpunkt, von dem sich die bürgerliche Mittelschicht nahezu vollständig zurückgezogen hat und in dem ein hohes Maß an Gewaltkriminalität herrscht. Die Bevölkerung ist überwiegend verarmt und hat größtenteils Migrationshintergründe. Jordan betreut die Schülerin Jessica in ihrer Projektwoche in seinem Laden. Eines Abends sieht er auf dem Weg nach Hause, wie ein alter Mann von Jessicas Freund Afrim verprügelt wird, nachdem dieser Afrim rassistisch beleidigt hatte. Nach anfänglichem Zögern greift er ein, ruft die Polizei und kann dafür sorgen, dass Afrim von seinem Opfer ablässt. Afrim ist polizeibekannt und mehrfach vorbestraft, so dass ihm bei einem Gerichtsprozess eine Haftstrafe drohen würde. Jordan ist von der Richtigkeit seines Handelns überzeugt, stellt Strafantrag und identifiziert Afrim als Täter.
In der Folgezeit ist Jordan allen möglichen Repressalien ausgesetzt. Zunächst wird er von Afrim selbst mehrfach bedroht und körperlich angegriffen. Daraufhin sucht ihn Afrims älterer Bruder und ehemaliger Kosovosoldat Dalmat auf. Auch dieser setzt zunächst Jordan und dann Jordans Tochter samt ihrer Familie unter Druck und bricht Jordan schließlich zwei Finger. Zudem schlägt Afrim mit seinen Freunden Jordan nachts auf dem Heimweg zusammen. Die jungen Leute filmen die Tat sogar mit dem Handy, welches auf der Flucht allerdings verloren geht und von Jessica gefunden wird. Auf der Suche nach dem Handy, das ein Beweismittel für Afrims Tat darstellt, verwüstet sein Bruder Dalmat die Wohnung von Jordan. Außerdem bedroht Dalmat Jordans Freunde Klaus und Katja mit einem Messer.
Jordan gerät mehrfach in Zweifel, ob er seinen Strafantrag gegen Afrim zurückziehen soll, da sich seine Freunde, Familie und sogar der Wirt seiner Stammkneipe nach und nach aus Angst vor Gewalt von ihm abwenden. Trotz, dass Jordans gesamtes Leben am Ende des Films in Scherben liegt, gibt er nicht nach und hält seine Anzeige aufrecht. Jessica, die Jordan anfangs mit Unverständnis und Ablehnung gegenüberstand, erhält über Jordan Einblicke in die Welt der Literatur. Sie beginnt, sich mit Romeo und Julia und Shakespeare zu beschäftigen und ihr Leben im sozialen Brennpunkt zu hinterfragen. Da sie Analphabetin ist, bietet Jordan ihr außerdem an, ihr Lesen und Schreiben beizubringen.
Bei der finalen Konfrontation erscheinen die beiden Lima-Brüder abermals in Jordans Antiquariat. Jordan bedroht sie mit einer Pistole, die er von seinem Wirt erworben hat. Jessica greift jedoch ein und gesteht, dass sie das Handy gefunden und das Beweisvideo bereits ins Internet gestellt hat. Mit der Aussage, dass sie sonst niemals lesen lernen würde, kann sie Jordan dazu veranlassen, die beiden nicht zu erschießen. In einer Schlusseinstellung ist zu sehen, wie Afrim Lima von der Polizei abgeführt wird.

## Produktion
Der Film wurde von der Colonia Media Filmproduktions GmbH für den WDR produziert und vom 23. Juni bis 24. Juli 2009 in Berlin und Umgebung gedreht.

## Kritiken
„Spannend, kraftvoll und gradlinig inszeniertes (Fernseh-)Drama, das das Thema ‚Zivilcourage‘ jenseits gängiger Schwarz-weiß-Zeichnungen angeht und präzise Milieu, Szene und Atmosphäre des konfliktgeladenen Stadtteils einfängt.“

„Zivilcourage ist ein Beitrag zur gesellschaftspolitischen, kulturellen und moralischen Lage der Nation. Ein Film, der Fragen aufwirft und an den Fall Dominik Brunner erinnert. Zivilcourage ist aber auch ein ästhetisch stimmungsvoller Film, der sein Thema und die Art und Weise seiner Darstellung gleichermaßen ernst nimmt. Zahavis Berlin Kreuzberg sieht aus wie Scorseses Bronx.“

## Auszeichnungen

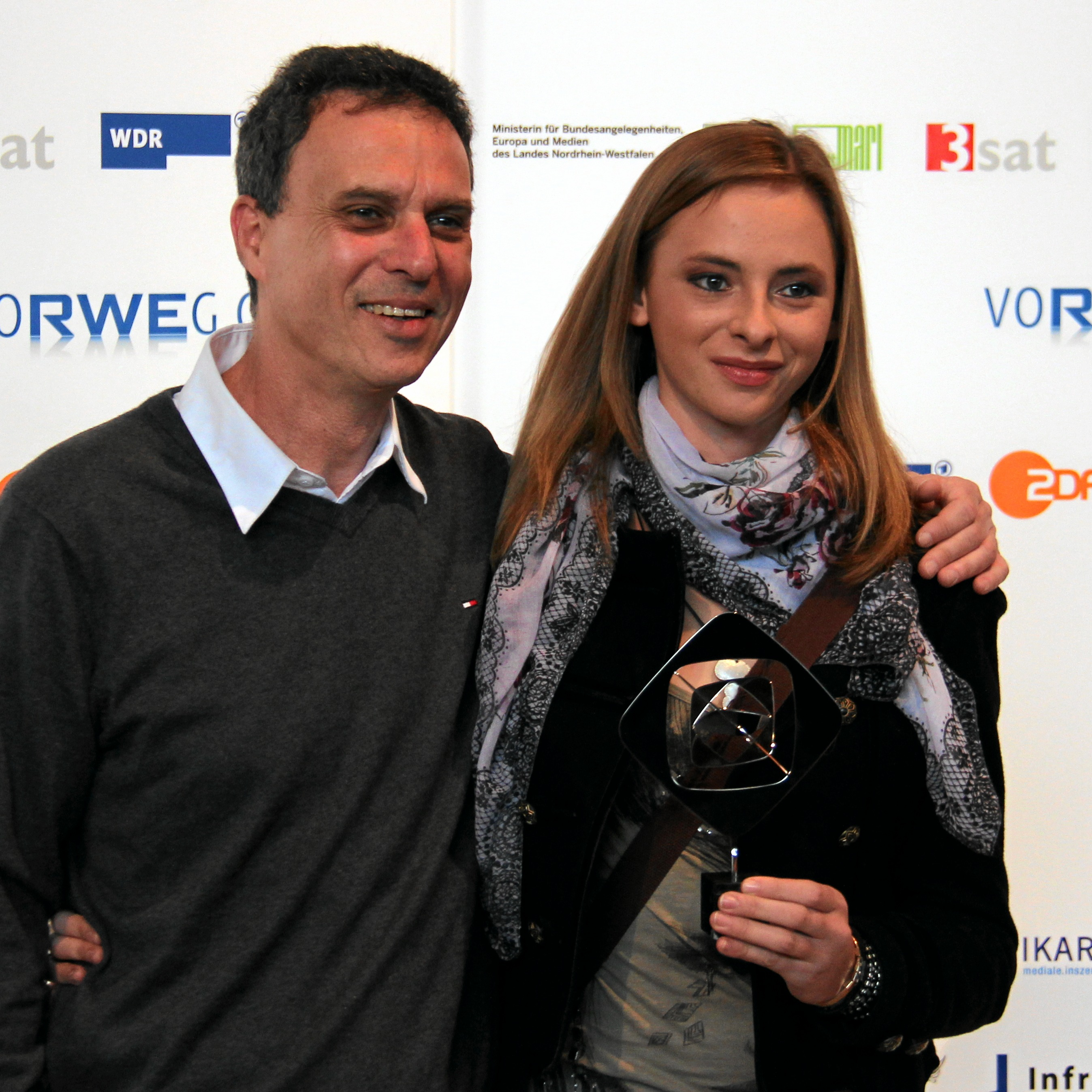
Dror Zahavi und Carolyn Genzkow bei der Grimme-Preisverleihung 2011

- Nominierung für den Deutschen Fernsehpreis 2010 in der Kategorie Bester Fernsehfilm[4]
- Goldene Kamera 2011 in der Kategorie Bester deutscher Fernsehfilm[5]
- 47. Grimme-Preis 2011: Publikumspreis der Marler Gruppe an Jürgen Werner (Buch), Dror Zahavi (Regie), Götz George und Carolyn Genzkow (Darstellung)[6]
- Deutscher Civis Fernsehpreis 2011 im Bereich Unterhaltung für Jürgen Werner

## Musik
Das musikalische Leitmotiv des Films ist ein Rap-Stück:
- Willkommen in meiner Welt – Deso Dogg